# Ademar Fonseca
Ademar Fonseca Nogueira Júnior (* 17. April 1963; † 8. Juni 2017 in São Paulo), auch genannt Dema, war ein brasilianischer Fußballtrainer, der die Frauennationalmannschaften Brasiliens und Venezuelas trainierte.

## Karriere
Fonseca wurde 1993 als Trainer der Herrenmannschaft des Saad EC verpflichtet. Als diese aber nur kurz nach seiner Verpflichtung aufgelöst wurde, übernahm er das Training des Frauenteams des Vereins. 1995 wurde er zum Nationaltrainer der brasilianischen Frauenauswahl berufen, die er in jenem Jahr zum Gewinn der im eigenen Land ausgetragenen Südamerikameisterschaft und zur Weltmeisterschaft in Schweden führte. Dort debütierte unter seiner Ägide die spätere Rekordnationalspielerin Brasiliens, Formiga, in der Nationalelf. Ein weiterer von ihm zu verbuchender Erfolg war die Qualifikation zur Teilnahme am ersten olympischen Frauenfußballturnier bei den olympischen Sommerspielen 1996 in Atlanta, dessen Training dort aber von José Duarte übernommen wurde.
2006 trainierte Fonseca die venezolanische Frauenauswahl bei der Südamerikameisterschaft in Argentinien und 2007 bei den panamerikanischen Spielen in Rio de Janeiro. 2015 übernahm er die technische Beratung einer von Corinthians São Paulo betriebenen Fußballschule in Miami, Florida. Er starb in Folge eines Schlaganfalls.

## Erfolge
- Südamerikameisterschaft: 1995